# Desphenyl-chloridazon
Desphenyl-chloridazon (DPC) er et nedbrydningsmiddel efter stoffet chloridazon, også kaldet Pyramin , som tidligere blev brugt som ukrudtsmiddel i produktion af roer, rødbeder og løg. Midlet har været forbudt i Danmark siden 1996. Miljø- og Fødevareministeriet har i september 2017 henstillet til de danske vandværker, at de skal teste drikkevandet for stoffet. I løbet af efteråret bliver det lovpligtigt.
Grænseværdien for desphenyl-chloridazon i drikkevandet er 0,1 mikrogram/liter. Ifølge Sundhedsstyrelsen er den sundhedsmæssige acceptable daglige indtagelse af desphenyl-chloridazon 300 mikrogram/liter for voksne og 50 mikrogram/liter for børn.
 Der er for få eller ingen kildehenvisninger i denne artikel, hvilket er et problem. Du kan hjælpe ved at angive troværdige kilder til de påstande, som fremføres i artiklen.